# Avantas
Avantas  este un oraș în Grecia în Prefectura Evros.